# Ficus macrophylla
Ficus macrophylla, comummente conhecida como a figueira-estranguladora, é uma grande e maciça figueira da família Moraceae, que pode atingir mais de 60 metros de altura. 

## Nomes comuns
Além de figueira-estranguladora, esta espécie dá ainda pelos seguintes nomes comuns: figueira-da-austrália e árvore-da-borracha-australiana.

## Descrição
O seu largo tronco tem casca áspera e acinzentada. O seu sistema radicular, embora muito escultórico, é bastante agressivo. Tem o hábito de deixar cair raízes aéreas dos seus ramos, que ao atingir o solo, engrossam em troncos complementares que ajudam a suportar o peso da sua coroa. Como o epíteto específico indica, esta árvore perene tem folhas grandes, elípticas, coriáceas, verde-escuras e com 15-30 cm de comprimento, que se dispõem alternadamente nas hastes .Os seus figos têm 2-2,5 cm de diâmetro, mais pequenos que os de uma figueira normal, mudando de verde para roxo à medida que amadurecem. Embora comestíveis, os seus frutos são de gosto desagradável e seco.
Esta espécie é nativa das florestas chuvosas da costa leste da Austrália. Neste ambiente cresce mais frequentemente sob a forma de estrangulador do que de árvore. A germinação das suas sementes ocorre geralmente na copa de uma árvore hospedeira. A nova planta emite raízes que após tocarem o solo permitem que se torne autónoma e acabe por estrangular o hospedeiro
Esta figueira é amplamente utilizada como uma árvore ornamental em parques públicos e jardins em climas mais quentes, como na Califórnia, Portugal, Itália e Austrália.  Deve ser plantada em locais espaçosos e longe de pavimentos ou muros, pois as suas raízes são extremamente agressivas. Um dos mais famosos exemplares encontra-se junto a uma das entradas do Jardim Botânico de Coimbra, cidade onde existe ainda outra Ficus macrophylla bastante reconhecida, localizada na Quinta das Lágrimas.